# I Am You Are
I Am You Are è l'album d'esordio del gruppo musicale italiano Jennifer Gentle, pubblicato nel 2001.

## Ristampe
Il disco è stato ristampato assieme a Funny Creatures Lane in un unico cd dall'etichetta australiana Lexicon Devil nel 2003. Nel 2015 viene nuovamente ristampato dall'etichetta italiana Bomba Dischi.

## Tracce
1. Sound-check
2. Sweet Girl, I Love You!
3. Rubber and South
4. Rudy S Key-Balls
5. No Mind In My Mind
6. Bring Them
7. Always Been Together
8. The Strumpfhose Melodie
9. Caterpillar Song
10. Husbands
11. The Pilots
12. Since I've Seen the Seas

## Formazione
- Marco Fasolo - voce, chitarra (acustica, elettrica, bowed), campane "esoteriche", kazoo, batteria, percussioni
- Alessio Gastaldello - batteria, maracas, tamburello, "ovetti", cow-bell, "clock-wood", vibratone, cori
- Isacco Maretto - chitarra (elettrica e slide), fisarmonica, percussioni, fischio
- Nicola Crivellari - basso, chitarra elettrica, "rumori vocali"